# Apanteles bidentatus
Apanteles bidentatus är en stekelart som beskrevs av Sharma 1972. Apanteles bidentatus ingår i släktet Apanteles och familjen bracksteklar. Inga underarter finns listade i Catalogue of Life.